# Psihopovijest
Ovdje nije riječ o izmipljenoj znanosti, o kojoj je pisao Isaac Asimov, već o stvarnoj znanosti.
Psihopovijest je znanost o psihološkim motivima povijesnih događanja. Kombinira mogućnosti uvida psihoterapije s metodologijom istraživanja sociologije i pokazuje nesvjesne uzroke socijalnih i političkih ponašanja grupa i nacija, u prošlosti i sadašnjosti.
Psihopovijest crpi većinu svojih uvida iz područja koja su uglavnom zanemarena od strane većine povjesničara, kao sile koje oblikuju ljudsku povijest. Naročito detalje vezane uz rođenje, roditeljstvo i odgoj, te zlostavljanje djece.
Političke znanosti i povijest obično objašnjavaju ponašanje društva racionalnim razlozima. Međunarodno nasilje, prema tim učenjima, ima često ekonomske uzroke. Psihopovijest pak uči da takvo ponašanje može biti autodestruktivno ponovno proživljavanje prijašnjih zlostavljanja i zanemarivanja. Tvrdi da nesvjesna prisjećanja ranih strahova i lošeg roditeljstva mogu dominirati ponašanjem, kako pojedinaca tako i cijelog društva.

## Počeci
- Sigmund Freud je zasigurno prvi za kojeg se može reći da je pisao psihopovijesne tekstove, jer neka njegova djela, poput "Civilizacija i njeno nezadovoljstvo" (1929), sadrže psihoanalitički osvrt na povijesnu analizu.
- Wilhelm Reich kombinirao je psihoanalitičke teorije sa svojim političkim teorijama u knjizi "Masovna psihologija fašizma" (1933).
- Erich Fromm pisao je o psihološkoj motivaciji skrivenoj iza političkih ideologija u svom djelu "Strah od slobode" (1941).
- Isaac Asimov je prvi upotrijebio izraz psihopovijest [en. Psychohistory] u fondacijskoj trilogiji (1951), za izmišljenu znanost, koja je sposobna složenim matematičkim proračunima predviđati ponašanje velikih masa ljudi.
- Erik Erikson je prvi upotrijebio izraz u akademskom značenju u knjizi "Mladi Luther" (1958), u kojoj traži zasnivanje "psiho-povijesti", koja bi proučavala utjecaj ljudskog karaktera na tijek povijesti.
- Lloyd deMause je pionir psihopovijesti još od 1974, a vrlo je utjecajan i danas.

## Spoj psihologije i povijesti
Odrasli ljudi udružuju svoje nesvjesne fantazije i stvaraju grupne fantazije. Preko njih društvo percipira fizičku stvarnost i utječe na nju. Odrasli imaju djecu i odgajaju ih. Sva su djeca izložena različitim traumama, pa kad odrastu stvaraju nove grupne fantazije. I tako dalje u svaku novu generaciju.

## Područja izučavanja
Postoje tri glavna smjera istraživanja psihopovijesti:
1. Povijest djetinjstva - nastoji odgovoriti na pitanja poput:
  - Kako su djeca odgajana kroz povijest?
  - Kako su obitelji funkcionirale kroz povijest?
  - Kako i zašto su se te prakse mijenjale s vremenom?
  - Mjesto i vrijednost djece u društvu i promjene istog kroz vrijeme?
  - Gledanje društva na zlostavljanje i zanemarivanje djece, te kako i kada se mijenja?
  - Zašto u modernim društvima postoji zlostavljanje djece i zašto se često niječe?
2. Psihobiografija - pokušava razumjeti pojedine povijesne ličnosti i njihovu motivaciju za djelovanje
3. Psihopovijest grupe - pokušava shvatiti motivaciju velikih grupa ljudi, uključujući i nacije, kroz povijest i u sadašnjosti. Ujedno usavršava analiza grupnih fantazija u političkim govorima, političkim karikaturama, naslovima u medijima i drugdje. Te fantazije ukazuju na nesvjesno mišljenje i ponašanje grupe.

## Vanjske poveznice
- The Institute for Psychohistory - Preko 1,500 stranica psihopovijesnih tekstova s potpunim referencama.
- International Psychohistorical Association - Službene stranice the međunarodne udruge psihopovjesničara.